# Анисимов, Иван Еремеевич
 Иван Еремеевич Анисимов  (14 ноября 1920, Болонов-Селец, Быховский район — 26 июня 1986) — Герой Социалистического Труда (1976).
Участник Великой Отечественной войны. С 1949 по 1959 год работал инструктором Крецинского уездного комитета Компартии Литвы, заведующим отделом, секретарём Дзисенского райкома КПБ. С 1959 года — председатель колхоза имени Титова Миорского района. Звание Героя присвоено за успехи и трудовую доблесть в выполнении планов и социалистических обязательств по увеличению производства и продажи государству зерна, картофеля и других сельскохозяйственных продуктов.

## Награды
Кроме звания Героя Социалистического Труда награждён орденом Ленина.